# Белена чёрная
Белена́ чёрная (лат. Hyoscýamus níger) — двулетнее травянистое растение, вид рода Белена (Hyoscyamus) семейства Паслёновые (Solanaceae), первоначально произраставшее в Евразии, а затем распространившееся повсеместно.
Все части растения ядовиты, содержат сильнодействующие алкалоиды — гиосциамин, скополамин и атропин. Белену и её препараты применяют и как лекарственное растение, но только по назначению врача.

## Название
Видовое название niger — чёрный — растение получило из-за чёрно-фиолетового зева цветка.
Русские народные названия: блекота, бешеная трава, бешенница, зубник, короста.

## Ботаническое описание

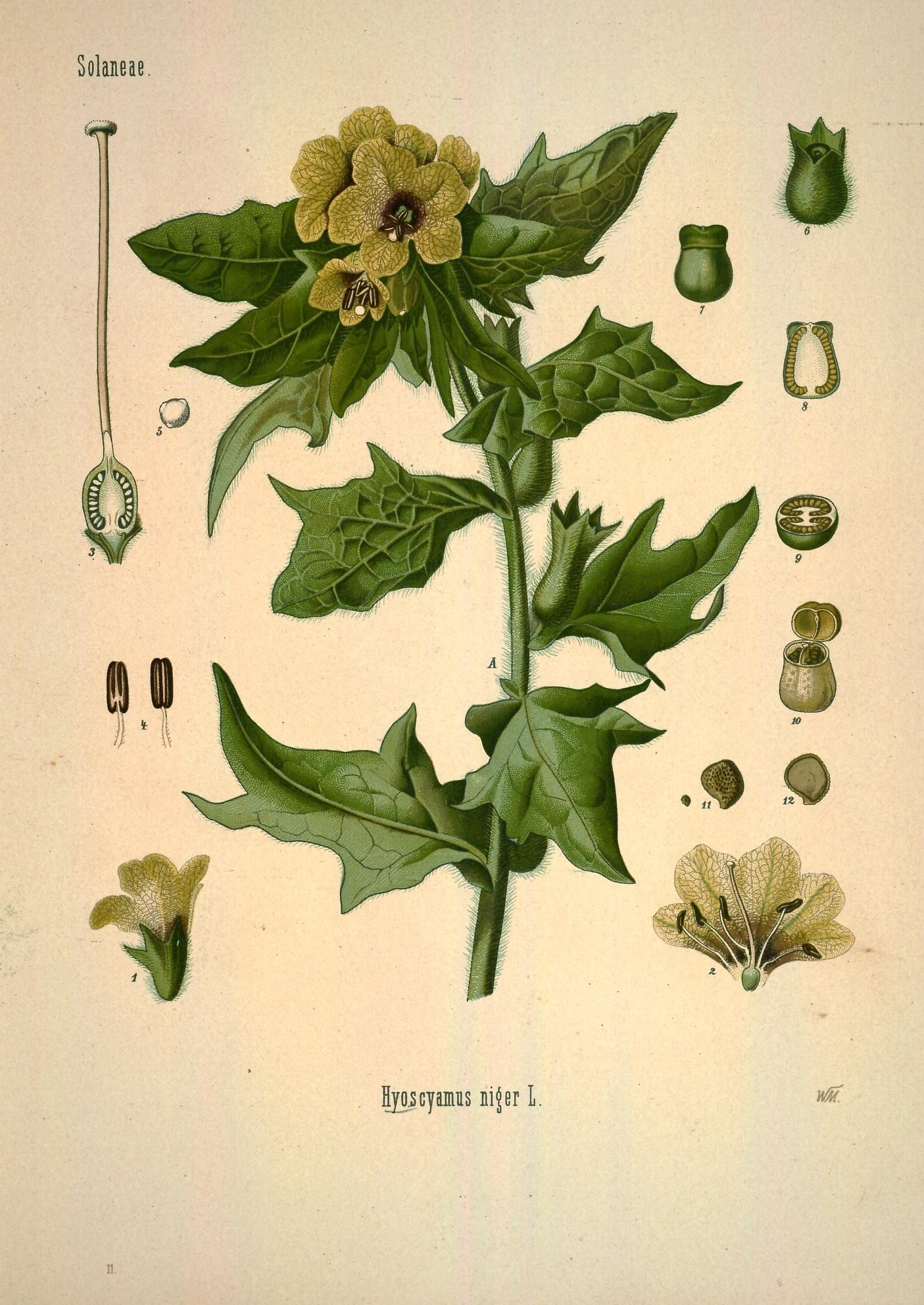

Двулетнее растение высотой 20—115 см с неприятным запахом, покрытое мягким клейким пушком. В первый год образует только розетку эллиптических заострённых, выемчато-перистораздельных или крупнозубчатых мягких листьев на длинных черешках. Прямостоячие, толстые (толщиной у основания 1,5—2 см), ветвистые, покрытые мягкими волосками стебли вырастают на второй год.
Корень вертикальный, толщиной до 2—3 см, ветвистый, мягкий, иногда почти губчатый, морщинистый, с утолщённой корневой шейкой.
Листья очерёдные мягкие, тусклые, сверху тёмно-зелёные, снизу сероватые, более светлые. Нижние (розеточные) листья на длинных черешках, продолговато-яйцевидные или эллиптические, выемчато-перистонадрезанные, ко времени цветения отмирают; стеблевые — сидячие, полустеблеобъемлющие, продолговато-ланцетные, выемчато-лопастные или надрезанные, с треугольными или треугольно-ланцетными, заострёнными или острыми, большей частью с четырьмя—пятью лопастями или надрезами; прицветные — сидячие, продолговатые или узколанцетные, с немногими зубцами или цельнокрайные. Листья, как и всё растение, обладают неприятным запахом.
Цветки сидячие, скучены на концах стебля и ветвей в облиственных завитках, после цветения сильно удлиняющихся. Чашечка зелёная травянистая, длиной 10—22 мм, внизу трубчатая, выше середины резко широко колокольчато-расширенная, с пятью широкими треугольными зубцами, резко суженными в короткое остриё; при плодах увеличенная, длиной 21—32 мм, твердеющая, кувшинчатая, с перетяжкой выше середины, в нижней части расширенная и здесь густооттопыренно-волосистая. Венчик пятилопастный, длиной 20—45 мм, воронковидный, грязно-желтоватый или реже беловатый, с сетью пурпурных жилок, а в зеве и в верхней части трубки пурпурно-фиолетовый, с тупыми, несколько неравными лопастями отгиба. Тычинки неравные, две более короткие, остальные три — более длинные, несколько превышающие зев, с белыми нитями, прикреплёнными в середине трубки, внизу волосистыми. Пестик с верхней завязью. Завязь голая; столбик в нижней части волосистый. Рыльце головчатое. Цветёт в июне — июле.
Плод — двугнёздная коробочка кувшинчатой формы (крыночка), открывающаяся наверху полушаровидной крышечкой. Семена многочисленные (до 500 в каждой коробочке), тёмно-коричневые или буро-серые, округлые или слегка почковидные, сплюснутые, с мелкоячеистой поверхностью, длиной около 1,5 мм; вес 1000 семян 0,5—0,9 г. Плодоносит в июле — августе.

## Распространение и экология
Естественный ареал очень велик, включает север Африки (от Алжира до Туниса), умеренную и тропическую зоны Азии (Малая Азия, Средняя Азия, Передняя Азия, Китай, Индийский субконтинент), Кавказ и Закавказье, почти всю Европу (от южной Швеции до Корсики).
Растение занесено и одичало в Северной Америке и Австралии.
В России и сопредельных странах белена чёрная распространена главным образом в средней и южной полосе европейской части России, в Западной Сибири, на Украине, в Белоруссии и Прибалтике, как заносное на Дальнем Востоке России.
Относится к рудеральным сорнякам, растёт в заброшенных местах, около дорог и жилья, по залежам и полям.
Основные районы заготовок сырья в России: Северный Кавказ, Башкирия, Самарская и Воронежская области. Введена в культуру. Культивируется в специализированных хозяйствах на Украине и в Сибири.

### Консортивныесвязи
Беленой питаются личинки некоторых видов чешуекрылых (например, бабочка-капустница) и жесткокрылых (например, колорадский жук и его личинки).

## Хозяйственное значение и использование
Использование белены древними греками было задокументировано Плинием. Растение, записанное как Herba Apollinaris, использовалось жрицами Аполлона для предсказаний. Первоначально белена использовалась в континентальной Европе и Азии, хотя в Средневековье была распространена и в Англии.

### В медицине

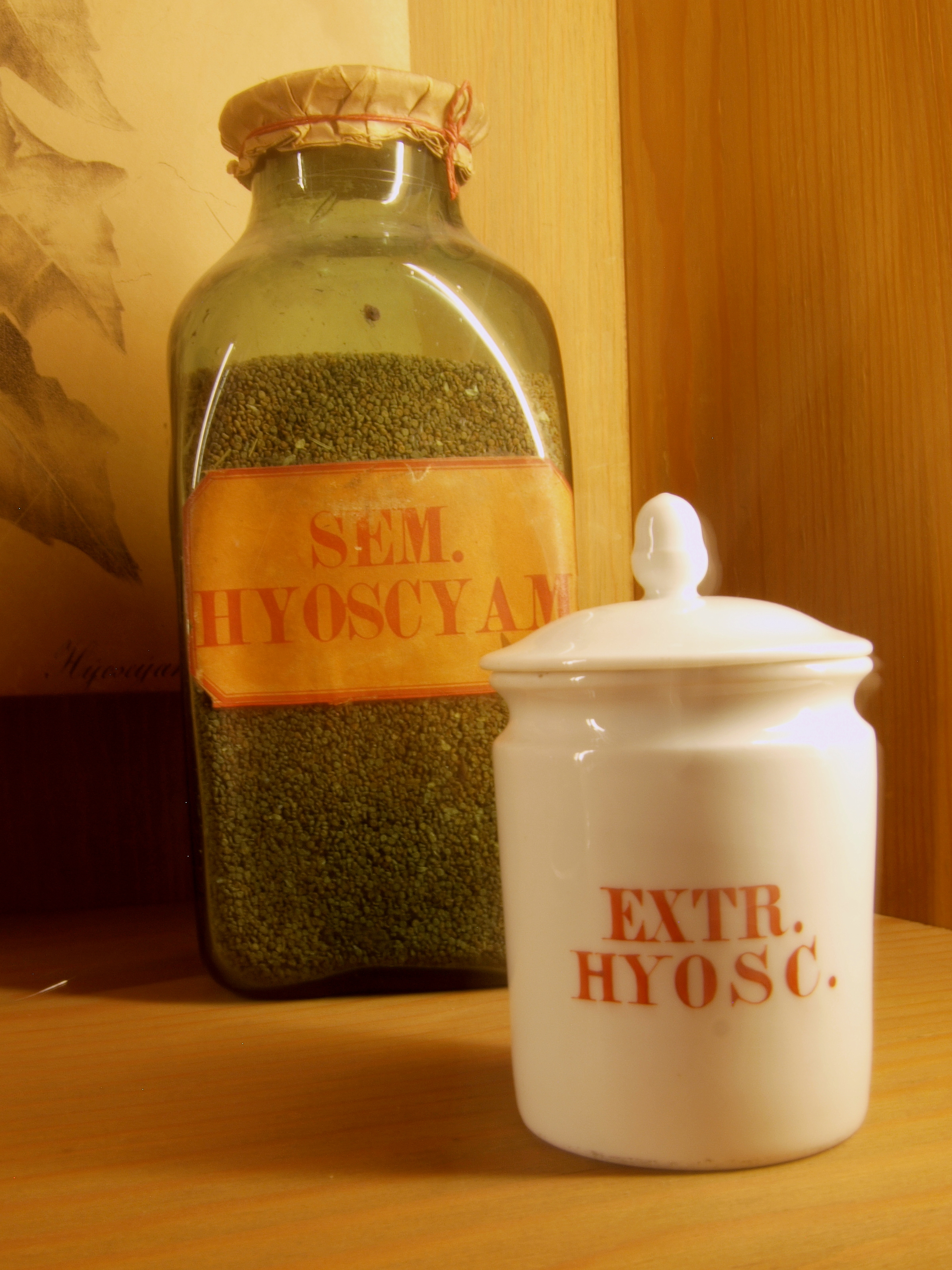
Аптекарские сосуды с семенами и экстрактом белены. Германия, XIX век

Различные препараты белены употребляются:
- при заболеваниях, связанных со спазмами гладкой мускулатуры, желудка, кишечника и т. п.;
- наружно — в виде масла для растираний при невралгиях, мышечных и суставных болях;
- экстракт из кожицы на стебле исцеляет болезни зубов;
- корень или зерно подсушивают нарывы, даже предупреждают их образование, если носить на теле;
- при внутреннем употреблении в натуральном виде белена вызывает нервные припадки.

Листья входят в состав противоастматических сборов — астматола и астматина, используются для получения беленного масла, применяемого как отвлекающее средство при невралгиях.
Известно также, что белена применялась в качестве анестетика в первых арабских больницах.
Фармакологические свойства;
Алкалоиды белены чёрной обладают атропиноподобным действием, то есть оказывают спазмолитическое действие на гладкую мускулатуру, расширяют зрачки, повышают внутриглазное давление, вызывают паралич аккомодации, подавляют секрецию железистого аппарата, учащают сокращения сердца. Действие алкалоидов белены на центральную нервную систему различно: гиосциамин повышает возбудимость нервной системы, а скополамин — понижает её.
Токсичность
Белена даже в малых дозах может быть токсична. Особенно велик риск отравления детей, которых привлекают оригинальные плоды белены. Поэтому в населённых пунктах белена чёрная подлежит безусловному уничтожению.
Симптомы отравления: моторное возбуждение, резкое расширение зрачков, гиперемия кожных покровов лица и шеи, сухость слизистой рта, охриплость голоса, частый пульс, головная боль, сильная жажда. В последующем развивается коматозное состояние.
Помощь. Назначение веществ антихолинэстеразного и холиномиметического действия (эзерин, прозерин, пилокарпин), морфина и промывание желудка слабыми растворами окислителей (перманганат калия), назначение адсорбирующих средств с последующим промыванием желудка и проведение симптоматической терапии, направленной на восстановление жизненно важных функций организма.
Растительное сырьё
Листья белены чёрной и изготовленные из них препараты входили в Государственную фармакопею СССР.
В гомеопатии применяется эссенция из свежего целого цветущего растения.
В тибетской медицине применяются семена и трава.
Заготовка лекарственного сырья
С лечебной целью заготавливают листья (лат. Folium Hyoscyami), в фазе розетки и цветения, и трава белены (Herba Hyoscyami), в фазе плодоношения. Срок хранения сырья два года.
Стеблевые листья собирают в июле, во время цветения растений (розеточные к этому времени отмирают), а розеточные с нецветущих растений — осенью первого года жизни. Собранные листья сразу после их сбора сушат на чердаках под железной крышей или под навесами, раскладывая их тонким слоем. Хорошее сырьё не должно иметь влажность более 13—14 %, золы не более 20 %, в том числе золы, нерастворимой в десятипроцентной соляной кислоте, не более 10 %, алкалоидов не менее 0,05 %, органической примеси (части других растений) не более 1 %, минеральных примесей (пыль, земля, песок, камешки) не более 0,5—1 %, пожелтевших, побуревших и почерневших листьев белены не более 3—5 %, других частей белены (верхушек стеблей, цветков и плодов) не более 4—5 %, измельчённых частей листьев белены не более 8—9 %.
Возделывание в культуре
Выращивание белены чёрной в культуре возможно на плодородных рыхлых почвах. Участки, на которых застаивается вода, для возделывания белены непригодны. Лучшие предшественники — чёрный пар и озимые, высеваемые по удобренному пару. Почвы с повышенной кислотностью необходимо известковать. Удобрения вносят под основную вспашку при посеве и в подкормках. Посев производят весной или под зиму. Для весеннего посева семена необходимо стратифицировать. Посев производят рядовым способом с междурядьями в 60 см с заделкой семян на глубину 1,5—2 см. Норма высева семян 8—9 кг со всхожестью не ниже 65—70 %. Подзимний посев производят поверхностно, без заделки семян при норме высева 10—11 кг/га. На первом году жизни растение развивает только розетку прикорневых листьев, на втором году цветёт и плодоносит. Уход за плантациями состоит в прополке и рыхлении междурядий, подкормках и борьбе с вредителями и болезнями. Сбор урожая листьев в первом году вегетации проводят в конце лета, когда большая часть их достигает полного развития (прекращается рост листовой пластинки). Обрывают крупные листья, оставляя мелкие в середине розетки. На следующий год весной в начале цветения собирают стеблевые листья. Траву перед сушкой измельчают на соломорезке. Урожайность воздушно-сухого сырья составляет 8—12 ц/га.
Химический состав;
В корнях растения содержатся алкалоиды в количестве 0,15—0,18 %, в листьях — до 0,1 %, стеблях — около 0,02 %, семенах — 0,06—0,1 %. Среди алкалоидов — гиосциамин, атропин, скополамин. Содержится также гиосципикрин, гиосцерин и гиосцирозин. Максимальное количество алкалоидов в листьях обнаружено в начале цветения.
В семенах найдено до 34 % жирного масла светло-жёлтого цвета, в состав которого входит ненасыщенные кислоты (6,3 %), линолевая (71,3 %) и олеиновая кислоты (22,4 %).

### Другое
Водный экстракт из листьев окрашивает шерсть по висмутовой протраве в оливковый цвет; сильно выпаренный сок служит для приготовления серебристо-белой краски.
Пчёлы берут с белены чёрной тёмно-жёлтый нектар (в незначительном количестве) и серовато-белую пыльцу. Пыльца вредна для пчёл.

## Интересные факты
Есть исследование, утверждающее, что белену наряду с мухоморами использовали берсерки.
Белена, как полагают, была основным компонентом яда, который принял Ромео в трагедии У. Шекспира «Ромео и Джульетта».
Настоем белены был отравлен также отец Гамлета в одноимённой трагедии.

## Классификация

### Таксономия
- Hyoscyamus niger L., 1753, Sp. Pl. : 179

Вид Белена чёрная включается в род Белена (Hyoscyamus) трибы Беленовые (Hyoscyameae) подсемейства Паслёновые (Solanoideae) семейства Паслёновые (Solanaceae) порядка Паслёноцветные (Solanales), последовательно входящего в более крупные клады Ламииды → Астериды → Суперастериды → Эвдикоты → Цветковые растения. Таксономическая схема в соответствии с Системой APG IV по состоянию на июнь 2024 года:
|  |                          |  |                                   |                                   |                      |  | еще 4 семейства | еще 4 семейства   |                         |  |                   |  | еще 16 подтвержденных видов и 19 видов, ожидающих подтверждения | еще 16 подтвержденных видов и 19 видов, ожидающих подтверждения |  |
|  |                          |  |                                   |                                   |                      |  | еще 4 семейства | еще 4 семейства   |                         |  |                   |  | еще 16 подтвержденных видов и 19 видов, ожидающих подтверждения | еще 16 подтвержденных видов и 19 видов, ожидающих подтверждения |  |
|  |                          |  |                                   | порядок Камнеломкоцветные         |                      |  |                 |                   | подсемейство Пасленовые |  |                   |  |                                                                 |                                                                 |  |
|  |                          |  |                                   | порядок Камнеломкоцветные         |                      |  |                 |                   | подсемейство Пасленовые |  | вид Белена чёрная |  |                                                                 |                                                                 |  |
|  | клада Цветковые растения |  |                                   |                                   | семейство Пасленовые |  |                 |                   | Род Белена              |  |                   |  |                                                                 |                                                                 |  |
|  | клада Цветковые растения |  |                                   |                                   |                      |  |                 |                   |                         |  |                   |  |                                                                 |                                                                 |  |
|  |                          |  | ещё 63 порядка цветковых растений | ещё 63 порядка цветковых растений |                      |  |                 | еще 7 подсемейств | еще 7 подсемейств       |  |                   |  |                                                                 |                                                                 |  |
|  |                          |  |                                   | ещё 63 порядка цветковых растений |                      |  |                 |                   | еще 7 подсемейств       |  |                   |  |                                                                 |                                                                 |  |

### Синонимы
- Hyoscarpus niger (L.) Dulac
- Hyoscyamus agrestis Kit. ex Schult.
- Hyoscyamus auriculatus Ten.
- Hyoscyamus bohemicus F.W.Schmidt
- Hyoscyamus lethalis Salisb.
- Hyoscyamus niger subsp. agrestis (Kit.) Hultén
- Hyoscyamus niger subsp. niger
- Hyoscyamus niger var. annuus Sims
- Hyoscyamus niger var. chinensis Makino
- Hyoscyamus pallidus Waldst. & Kit. ex Willd.
- Hyoscyamus persicus Boiss. & Buhse
- Hyoscyamus pictus Roth
- Hyoscyamus syspirensis K.Koch
- Hyoscyamus verviensis Lej.